# More Adventurous
More Adventurous é o terceiro álbum de estúdio da banda norte-americana de rock Rilo Kiley, lançado em 20 de agosto de 2004.
Marca uma significativa mudança no som da banda, no sentido de ser mais variado que os seus antecessores (embora mantendo-se fiel ao Rock Alternativo) e atingir um público bem maior, participando de vários programas da TV americana. Segundo o crítico musical Robert Christgau, "It’s a Hit" é a música do ano de 2004. Os singles do álbum foram "Portions For Foxes", "I Never" e "It’s a Hit". As faixas "Ripchord" e "It Just Is" foram escritas em resposta à morte do cantor Elliott Smith, amigo da banda.

## Faixas
1. "It's a Hit" (Lewis) – 4:28
2. "Does He Love You?" (Lewis, Sennett) – 5:14
3. "Portions for Foxes" (Lewis, Sennett) – 4:45
4. "Ripchord" (Sennett) – 2:09
5. "I Never" (Lewis) – 4:33
6. "The Absence of God" (Lewis, Sennett) – 3:55
7. "Accidntel Deth" (Lewis) – 4:26
8. "More Adventurous" (Lewis, Sennett) – 3:27
9. "Love and War (11/11/46)" (Lewis) – 3:36
10. "A Man/Me/Then Jim" (Lewis, Sennett) – 5:24
11. "It Just Is" (Lewis) – 2:26

## Ligações Externas
- Site oficial da banda